# Isabel Lucas

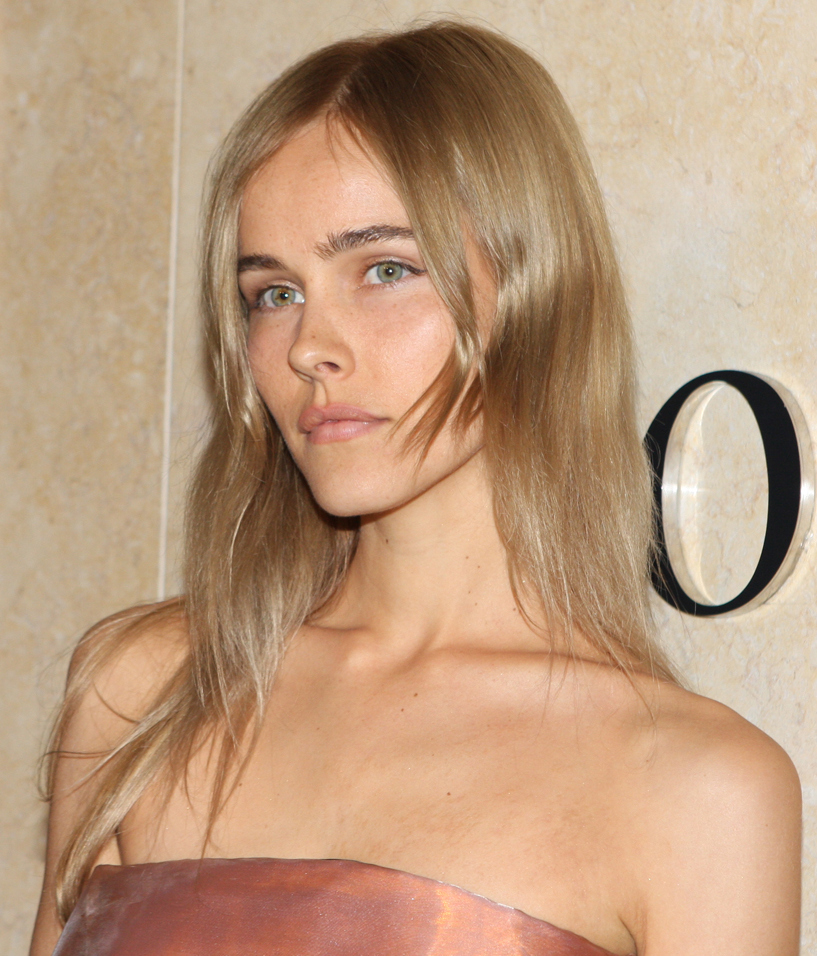
Isabel Lucas (2013)

Isabel Lucas (* 29. Januar 1985 in Melbourne, Victoria) ist eine australische Schauspielerin und Umweltschutz-Aktivistin.

## Kindheit
Lucas wurde in Melbourne, Australien, als Tochter einer Schweizerin und eines Australiers geboren. Sie wuchs in Cairns auf und lebte außerdem in der Schweiz und in Kakadu, im Northern Territory Australiens. Sie spricht Englisch, Deutsch und Französisch. Lucas ging auf das St. Monica’s College in Cairns.

## Karriere
Lucas hatte sich an das Victorian College of Arts eingeschrieben, als sie von der Schauspielagentin Sharron Meissner entdeckt wurde, die sie zum Vorsprechen für die Rolle der Kit Hunter in der beliebten Seifenoper Home and Away bewegte. Obwohl Lucas nicht für die Rolle ausgewählt wurde, waren die Filmproduzenten dermaßen von ihr begeistert, dass sie extra für sie die Rolle der Tasha Andrews ausdachten. Lucas’ Rolle in der Serie war ihre erste im australischen Fernsehen. 
Den internationalen Durchbruch erzielte Lucas 2009 in der Rolle der Alice im zweiten Teil von Transformers.
Im September 2009 zierte Lucas das Cover der italienischen Vogue.

## Filmografie (Auswahl)
- 2003–2006: Home and Away (Seifenoper)
- 2009: Transformers – Die Rache (Transformers: Revenge of the Fallen)
- 2009: Die Bucht (The Cove, Dokumentation)
- 2009: Daybreakers
- 2009: The Waiting City
- 2010: The Pacific (Miniserie, Episode 1x03)
- 2010: The Wedding Party – Was ist schon Liebe? (The Wedding Party)
- 2011: Krieg der Götter (Immortals)
- 2012: Red Dawn
- 2014: The Loft
- 2014: Das Versprechen eines Lebens (The Water Diviner)
- 2015: Knight of Cups
- 2015: Careful What You Wish For
- 2016: The Osiris Child (Science Fiction Volume One: The Osiris Child)
- 2017: That’s Not Me
- 2017: Emerald City – Die dunkle Welt von Oz (Emerald City, Fernsehserie, 6 Episoden)
- 2017–2018: MacGyver (Fernsehserie, 12 Episoden)
- 2018: Shooting in Vain
- 2018: Chasing Comets
- 2018: In Like Flynn
- 2022: Bosch & Rockit
- 2023: Sons of Summer
- 2024: Lunacy